# Provincia de Kai
La provincia de Kai (甲斐国 Kai no kuni?) fue una antigua provincia de Japón que correspondería a la prefectura de Yamanashi actualmente. Estaba localizada en Honshū central, al oeste de Tokio, en una región sin salida al mar, la cual incluye el monte Fuji cerca de la frontera con la prefectura de Shizuoka. Otro nombre de la provincia era Kōshū  (甲州?). Dividida en dos partes (Kuninaka al oeste y Gunnai al este), era famosa por sus tejidos y sus caballos negros (kurokoma); también poseía minas de oro, muy raras en el Japón.
Durante el período Sengoku, el daimyo Takeda Shingen controló la provincia desde una fortificación Kofu. Tras la destrucción del clan Takeda, en la Batalla de Nagashino, la provincia pasó bajo el control del clan Tokugawa. Se la renombró como "Kōfu-ken" en 1869 antes de tomar su nombre actual en 1871.